# Házená na Letních olympijských hrách 1980

## Turnaj mužů
| Zlato   | Německá demokratická republika (GDR) |
| Stříbro | Sovětský svaz (URS)                  |
| Bronz   | Rumunsko (ROU)                       |

Turnaj se odehrál v rámci XXII. olympijských her ve dnech 20. – 30. července 1980 v Moskvě.
Turnaje se zúčastnilo 12 mužstev, rozdělených do dvou šestičlenných skupin. Vítězové skupin hráli finále, týmy na druhém místě hrály o třetí místo, týmy na třetím místě o páté místo atd. Olympijským vítězem se stalo mužstvo NDR.

### Skupina A
|    |           | GDR   | HUN   | ESP   | POL   | DEN   | CUB   | V | R | P | Skóre   | B |
| 1. | NDR       | ***   | 14:14 | 21:17 | 22:21 | 24:20 | 27:20 | 4 | 1 | 0 | 108:92  | 9 |
| 2. | Maďarsko  | 14:14 | ***   | 20:17 | 20:20 | 16:15 | 26:22 | 3 | 2 | 0 | 96:88   | 8 |
| 3. | Španělsko | 17:21 | 17:20 | ***   | 24:22 | 20:19 | 24:24 | 2 | 1 | 2 | 102:106 | 5 |
| 4. | Polsko    | 21:22 | 20:20 | 22:24 | ***   | 26:12 | 34:19 | 2 | 1 | 2 | 123:97  | 5 |
| 5. | Dánsko    | 20:24 | 15:16 | 19:20 | 12:26 | ***   | 30:18 | 1 | 0 | 4 | 96:104  | 2 |
| 6. | Kuba      | 20:27 | 22:26 | 24:24 | 19:34 | 18:30 | ***   | 0 | 1 | 4 | 103:141 | 1 |

 Dánsko -  Kuba 30:18 (18:8)
20. července 1980 (17:00) – Moskva (Sokolniki)
 Maďarsko -  Polsko 20:20 (11:7)
20. července 1980 (18:30) – Moskva (Sokolniki)
 NDR -  Španělsko 21:17 (6:9)
20. července 1980 (20:00) – Moskva (Sokolniki)
 Polsko -  Kuba 34:19 (14:10)
22. července 1980 (17:00) – Moskva (Dynamo)
 Španělsko -  Dánsko 20:19 (7:7)
22. července 1980 (18:30) – Moskva (Dynamo)
 NDR -  Maďarsko 14:14 (9:7)
22. července 1980 (20:00) – Moskva (Dynamo)
 Maďarsko -  Španělsko 20:17 (10:8)
24. července 1980 (17:00) – Moskva (Sokolniki)
 Polsko -  Dánsko 26:12 (9:5)
24. července 1980 (18:30) – Moskva (Sokolniki)
 NDR -  Kuba 27:20 (13:10)
24. července 1980 (20:00) – Moskva (Sokolniki)
 Španělsko -  Kuba 24:24 (9:13)
26. července 1980 (17:00) – Moskva (Dynamo)
 Maďarsko -  Dánsko 16:15 (8:6)
26. července 1980 (18:30) – Moskva (Dynamo)
 NDR -  Polsko 22:21 (11:9)
26. července 1980 (20:00) – Moskva (Dynamo)
 Maďarsko -  Kuba 26:22 (14:11)
28. července 1980 (17:00) – Moskva (Sokolniki)
 Španělsko -  Polsko 24:22 (11:13)
28. července 1980 (18:30) – Moskva (Sokolniki)
 NDR -  Dánsko 24:20 (13:9)
28. července 1980 (20:00) – Moskva (Sokolniki)

### Skupina B
|    |            | URS   | ROM   | YUG   | SUI   | ALG   | KUV   | V | R | P | Skóre  | B |
| 1. | SSSR       | ***   | 19:22 | 22:17 | 22:15 | 33:10 | 38:11 | 4 | 0 | 1 | 134:75 | 8 |
| 2. | Rumunsko   | 22:19 | ***   | 21:23 | 18:16 | 26:18 | 32:12 | 4 | 0 | 1 | 119:88 | 8 |
| 3. | Jugoslávie | 17:22 | 23:21 | ***   | 26:21 | 22:18 | 44:10 | 4 | 0 | 1 | 132:92 | 8 |
| 4. | Švýcarsko  | 15:22 | 16:18 | 21:26 | ***   | 26:18 | 32:14 | 2 | 0 | 3 | 110:98 | 4 |
| 5. | Alžírsko   | 10:33 | 18:26 | 18:22 | 18:26 | ***   | 30:17 | 1 | 0 | 4 | 94:124 | 2 |
| 6. | Kuvajt     | 11:38 | 12:32 | 10:44 | 14:32 | 17:30 | ***   | 0 | 0 | 5 | 64:176 | 0 |

 Jugoslávie -  Alžírsko 22:18 (12:10)
20. července 1980 (17:00) – Moskva (Dynamo)
 Rumunsko -  Kuvajt 32:12 (18:3)
20. července 1980 (18:30) – Moskva (Dynamo)
 SSSR -  Švýcarsko 22:15 (13:8)
20. července 1980 (20:00) – Moskva (Dynamo)
 Rumunsko -  Alžírsko 26:18 (14:7)
22. července 1980 (17:00) – Moskva (Sokolniki)
 SSSR  Kuvajt 38:11 (22:5)
22. července 1980 (18:30) – Moskva (Sokolniki)
 Jugoslávie -  Švýcarsko 26:21 (12:8)
22. července 1980 (20:00) – Moskva (Sokolniki)
 Švýcarsko -  Kuvajt 32:14 (14:6)
24. července 1980 (17:00) – Moskva (Dynamo)
 SSSR -  Alžírsko 33:10 (16:3)
24. července 1980 (18:30) – Moskva (Dynamo)
 Jugoslávie -  Rumunsko 23:21 (12:9)
24. července 1980 (20:00) – Moskva (Dynamo)
 Švýcarsko -  Alžírsko 26:18 (11:7)
26. července 1980 (17:00) – Moskva (Sokolniki)
 Jugoslávie -  Kuvajt 44:10 (24:5)
26. července 1980 (18:30) – Moskva (Sokolniki)
 Rumunsko -  SSSR 22:19 (9:15)
26. července 1980 (20:00) – Moskva (Sokolniki)
 Alžírsko -  Kuvajt 30:17 (11:14)
28. července 1980 (17:00) – Moskva (Dynamo)
 Rumunsko -  Švýcarsko 18:16 (9:6)
28. července 1980 (18:30) – Moskva (Dynamo)
 SSSR -  Jugoslávie 22:17 (12:9)
28. července 1980 (20:00) – Moskva (Dynamo)

### Finále
NDR -  SSSR 23:22pp (10:10, 20:20)
30. července 1980 (18:30) – Moskva (Sokolniki)

### O 3. místo
Rumunsko -  Maďarsko 20:18 (11:7)
30. července 1980 (14:45) – Moskva (Dynamo)

### O 5. místo
Španělsko -  Jugoslávie 24:23 (12:7)
30. července 1980 (14:00) – Moskva (Sokolniki)

### O 7. místo
Polsko -  Švýcarsko 23:22 (11:10)
30. července 1980 (13:00) – Moskva (Dynamo)

### O 9. místo
Dánsko -  Alžírsko 28:20 (15:9)
30. července 1980 (12:30) – Moskva (Sokolniki)

### O 11. místo
Kuba -  Kuvajt 32:24 (16:13)
30. července 1980 (11:00) – Moskva (Dynamo)

### Soupisky
1.  NDR
| - Hans-Georg Beyer - Lothar Doering - Günter Dreibrodt - Ernst Gerlach - Klaus Gruner | - Rainer Höft - Hans-Georg Jaunich - Hartmut Krüger - Peter Rost - Dietmar Schmidt | - Wieland Schmidt - Siegfried Voigt - Frank-Michael Wahl - Ingolf Wiegert |

2.  SSSR
| - Alexandr Anpilogov - Vladimir Bělov - Jevgenij Černyšov - Anatolij Feďukin - Michail Iščenko | - Alexandr Karšakevič - Jurij Kiďajev - Vladimir Kravcov - Sergej Kušnirjuk - Viktor Machorin | - Voldemaras Novickis - Vladimir Repijev - Mykola Tomyn - Alexej Žuk |

3.  Rumunsko
| - Ștefan Birtalan - Iosif Boroş - Adrian Cosma - Cezar Drăgăniṭă - Marian Dumitru | - Cornel Durău - Alexandru Fölker - Claudiu Ionescu - Nicolae Munteanu - Vasile Stîngă | - Lucian Vasilache - Neculai Vasilcă - Radu Voina - Maricel Voinea |

### Konečné pořadí
| XXII. | Olympijské hry | Z | V | R | P | Skóre    | B  |
| ----- | -------------- | - | - | - | - | -------- | -- |
| 1.    | NDR            | 6 | 5 | 1 | 0 | 131: 114 | 11 |
| 2.    | SSSR           | 6 | 4 | 0 | 2 | 156: 98  | 8  |
| 3.    | Rumunsko       | 6 | 5 | 0 | 1 | 139: 106 | 10 |
| 4.    | Maďarsko       | 6 | 3 | 2 | 1 | 114: 108 | 8  |
| 5.    | Španělsko      | 6 | 3 | 1 | 2 | 126: 129 | 7  |
| 6.    | Jugoslávie     | 6 | 4 | 0 | 2 | 155: 116 | 8  |
| 7.    | Polsko         | 6 | 3 | 1 | 2 | 146: 119 | 7  |
| 8.    | Švýcarsko      | 6 | 2 | 0 | 4 | 132: 121 | 4  |
| 9.    | Dánsko         | 6 | 2 | 0 | 4 | 124: 124 | 4  |
| 10.   | Alžírsko       | 6 | 1 | 0 | 5 | 114: 152 | 2  |
| 11.   | Kuba           | 6 | 1 | 1 | 4 | 135: 165 | 3  |
| 12.   | Kuvajt         | 6 | 0 | 0 | 6 | 88: 208  | 0  |

## Turnaj žen
| Zlato   | Sovětský svaz (URS)                  |
| Stříbro | Jugoslávie (YUG)                     |
| Bronz   | Německá demokratická republika (GDR) |

Turnaj se odehrál v rámci XXII. olympijské hry ve dnech 20. - 30. července 1980 v Moskvě.
Turnaje se zúčastnilo 6 družstev. Turnaj se odehrál v jedné skupině systémem každý s každým. Olympijským vítězem se stalo družstvo Sovětského svazu.
|    |            | URS   | YUG   | GDR   | HUN   | TCH   | CON   | V | R | P | Skóre  | B  |
| 1. | SSSR       | ***   | 18:9  | 18:13 | 16:12 | 17:7  | 30:11 | 5 | 0 | 0 | 99:52  | 10 |
| 2. | Jugoslávie | 9:18  | ***   | 15:15 | 19:10 | 25:15 | 39:9  | 3 | 1 | 1 | 107:67 | 7  |
| 3. | NDR        | 13:18 | 15:15 | ***   | 19:9  | 16:10 | 28:6  | 3 | 1 | 1 | 91:58  | 7  |
| 4. | Maďarsko   | 12:16 | 10:19 | 9:19  | ***   | 10:10 | 39:10 | 1 | 1 | 3 | 80:74  | 3  |
| 5. | ČSSR       | 7:17  | 15:25 | 10:16 | 10:10 | ***   | 23:10 | 1 | 1 | 3 | 65:78  | 3  |
| 6. | Kongo      | 11:30 | 9:39  | 6:28  | 10:39 | 10:23 | ***   | 0 | 0 | 5 | 46:159 | 0  |

 SSSR -  Kongo 30:11 (17:4)
21. července 1980 (17:00) – Moskva (Dynamo)
 NDR -  Československo 16:10 (16:10)
21. července 1980 (18:30) – Moskva (Dynamo)
 Jugoslávie -  Maďarsko 19:10 (8:4)
21. července 1980 (20:00) – Moskva (Dynamo)
 SSSR -  Československo 17:7
23. července 1980 (17:00) – Moskva (Sokolniki)
 Maďarsko -  Kongo 39:10 (19:6)
23. července 1980 (18:30) – Moskva (Dynamo)
 Jugoslávie -  NDR 15:15 (6:8)
23. července 1980 (20:00) – Moskva (Dynamo)
 SSSR -  Maďarsko 16:12 (9:5)
25. července 1980 (17:00) – Moskva (Sokolniki)
 NDR -  Kongo 28:6 (15:4)
25. července 1980 (18:30) – Moskva (Dynamo)
 Jugoslávie -  Československo 25:15 (13:7)
25. července 1980 (20:00) – Moskva (Dynamo)
 SSSR -  Jugoslávie 18:9 (10:4)
27. července 1980 (17:00) – Moskva (Sokolniki)
 Československo -  Kongo 23:10 (9:3)
27. července 1980 (18:30) – Moskva (Dynamo)
 NDR -  Maďarsko 19:9 (9:3)
27. července 1980 (20:00) – Moskva (Dynamo)
 Jugoslávie -  Kongo 39:9 (16:5)
29. července 1980 (13:00) – Moskva (Sokolniki)
 Maďarsko -  Československo 10:10 (3:6)
29. července 1980 (14:30) – Moskva (Sokolniki)
 SSSR -  NDR 18:13 (7:6)
29. července 1980 (18:30) – Moskva (Sokolniki)

### Soupisky
1.  SSSR 
| - Larisa Karlovová - Taťjana Kočerginová - Valentina Lutajevová - Aldona Nenėnienė - Ljubov Odinokovová | - Irina Palčikovová - Ljudmila Poradniková - Julija Safinová - Larisa Savkinová | - Sigita Strečenová - Natalja Timoškinová - Zinaida Turčinová - Olga Zubarevová |

2.  Jugoslávie
| - Svetlana Anastasovska - Mirjana Đurica - Radmila Drljača - Katica Ileš - Slavica Jeremić | - Svetlana Kitićová - Jasna Kolar-Merdanová - Vesna Milosević - Mirjana Ognjenović - Vesna Radović | - Radmila Savić - Ana Titlić - Biserka Višnjić - Zorica Vojinović |

3.  NDR
| - Birgit Heinecke - Roswitha Krause - Waltraud Kretzschmar - Katrin Krüger - Kornelia Kunisch | - Evelyn Matz - Kristina Richter - Christina Rost - Sabine Röther - Renate Rudolph | - Marion Tietz - Petra Uhlig - Claudia Wunderlich - Hannelore Zober |

5.  Československo
| - Daniela Trandžíková - Alena Horalová - Elena Boledovičová - Elena Brezányová - Jana Kuťková | - Jolana Neméthová - Katarína Lamrichová - Mária Končeková - Milena Foltýnová - Petra Komínková | - Priska Polačeková - Věra Datínská - Viola Pavlasová |